# Weeley
Weeley – wieś i civil parish w Anglii, w hrabstwie Essex, w dystrykcie Tendring. Leży 46 km na wschód od miasta Chelmsford i 94 km na północny wschód od Londynu. W 2011 roku civil parish liczyła 1768 mieszkańców. Weeley jest wspomniana w Domesday Book (1086) jako Wileia.